# Sint-Rochuskapel (Thorn)

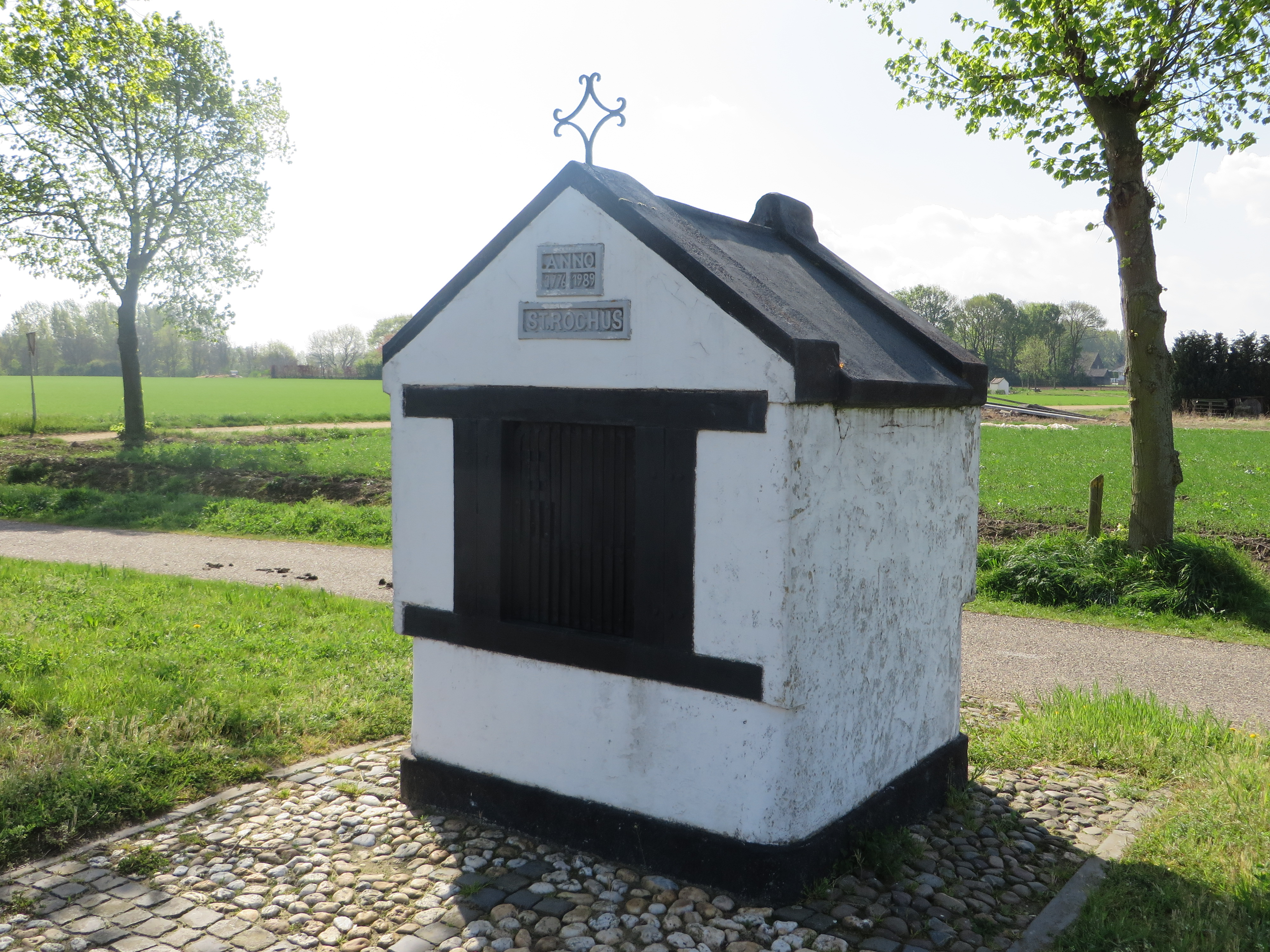
Sint-Rochuskapel

De Sint-Rochuskapel is een veldkapel in Thorn in de Nederlandse gemeente Maasgouw. De kapel staat aan de Heerbaan ten noordoosten van het dorp en ten noordwesten van buurtschap Baarstraat.
Op ongeveer 550 meter naar het oosten staat de Sint-Catharinakapel, op ongeveer 150 meter naar het zuiden de Sint-Barbarakapel en 250 meter naar het westen de Sint-Antoniuskapel.
De kapel is gewijd aan de heilige Rochus van Montpellier.

## Geschiedenis
In 1776 werd de kapel gesticht.
In 1962 restaureerde men de kapel.
In november 1979 werd de kapel ingeschreven in het rijksmonumentenregister.
In 1980 werd de kapel geramd door een automobilist die te snel reed, waarbij het beeld in tweeën was gebroken. De kapel werd in 1989 hersteld.

## Bouwwerk
Voor de kapel ligt er een bestrating van Maaskeien en kinderkopjes waarin een kruis gelegd is.
De gepleisterde kapel is een niskapel gebouwd op een rechthoekig plattegrond en wordt gedekt door een donker verzonken zadeldak van zwart geschilderde betonplaten. De frontgevel en achtergevel zijn een puntgevel met op de top van de frontgevel een smeedijzeren kruis. Boven de nis zijn er twee gevelstenen ingemetseld, waarbij de bovenste de tekst ANNO 1776 1989 toont en de onderste ST.ROCHUS.
In de frontgevel bevindt zich de rechthoekige nis met een zware zwarte boven- en onderdorpel die in de wand doorlopen en links en rechts van de nis zware zwarte balken. De nis wordt afgesloten met een zwart spijlenhek. In de nis staat een gepolychromeerd beeldje van de heilige Rochus uit 1996 die afgebeeld wordt met een hoed, een pelgrimsstaf, een hond links naast hem en een ontbloot linkerbeen met wonden.